# جورب
الجَوْرَب (الجمع: جَوارِب) يستخدم للحفاظ على الأقدام وتدفئتها. تصنع الجوارب بآلات الحياكة خاصة وتستخدم خامات مختلفة في صناعتها فهناك جوارب من الصوف أو القطن أو المطاط مع البوليستر أو الحرير، أفضل أنواع خامات الجوارب هي الصوفية والقطنية حيث أن هذا النوع من
الجوارب مهم في معالجة موضوع التعرق ومكافحة التعفن الذي قد تحدثه الجوارب المصنوعة من النايلون أو خيوط البوليستر.
أصل الكلمة: ان كلمة جورب هي كلمة آرامية سامية الأصل تنطق gərāḇ، استعارها الفرس ثم انتقلت العربية تنطق الان شُراب بالعامية
في الجوارب لا يهم أن كان الجورب هو للقدم اليمنى أو للقدم اليسرى، ولكن يفضل عدم التبديل بين الجورب للقدمين لأسباب صحية بحتة.
يلاحظ بان عملية تصنيع الجوارب خالية من عملية الخياطة ربما عدا في منطقة الكعب ومقدمة الجوراب حيث تجرى عملية حبك لربط الأطراف.
صممت جوارب خاصة لها فتحة لدخول الإبهام فيها ليمكن لبسها مع بعض النعل التي تكون على شكل أنشوطة كما في الصورة.
يجب على الأشخاص أن يخلعوا جواربهم عند النوم لإنها ستسبب رائحة كريهة وحتى تسمح للقدمين بالتنفس حتى لا تتعفن وتسبب أمراض خطيرة مثل مرض القدم الرياضي وحتى لا يحدث تقرحات وأوجاع مؤلمة.

## أنواع خاصة

### جوارب مرضىالسكري
من المهم جداً لمرضى السكري ارتداء الجوارب صيفاً وشتاء وذلك لحماية أقدامهم من الاحتكاك والعرق والالتهاب ويجب أن تكون من خامات طبيعية قطنية أو صوفية.
ووفقًا لجمعية القدم والكاحل العظمية الأمريكية، هناك سببان رئيسيان وراء ضرورة توخي الحذر الشديد عند مرضى السكري عندما يتعلق الأمر بصحة أقدامهم.
- المشكلة الأولى التي يطلق عليها العديد من مرضى السكري تسمى الاعتلال العصبي
- المشكلة الرئيسية الثانية التي يجب أن يواجهها الكثير من مرضى السكري هي ضعف الدورة الدموية

لذا تم تصنيع نوع من الجوارب لا تكون ضيقة ولا تسبب في ضعف وصول الدم للأطراف

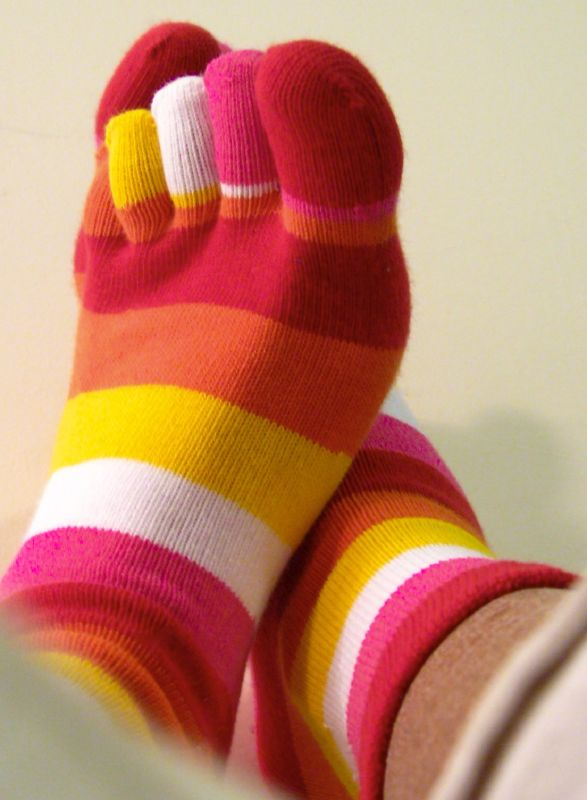
زوج من الجوارب ذات أصابع

### جوارب ذات أصابع
تم ابتكار هذا النوع بواسطة السيدة اثيل راسل في ولاية بنسلفانيا بالولايات المتحدة الأمريكية، وهو مصمم بشكل مماثل للقفازات ولكن لإستخدامها بالقدم
وفي عام 1969 دخلت السيدة أثيل في نزاع قضائي بسبب حقوق الملكية الخاصة بهذا النوع 
وفي اليابان هناك نوع مقارب لهذا النوع يسمى تابي والاختلاف هو أن هذا النوع به فاصل بين أصبع الإبهام وبقية الأصابع الأخرى